# Стража (Тирговиштська область)
Стра́жа (болг. Стража) — село в Тирговиштській області Болгарії. Входить до складу общини Тирговиште.

## Населення
За даними перепису населення 2011 року у селі проживали 726 осіб.
Національний склад населення села:
| Національність   | Кількість осіб | Відсоток |
| ---------------- | -------------- | -------- |
| болгари          | 378            | 54,9%    |
| турки            | 286            | 41,6%    |
| цигани           | 21             | 3,1%     |
| інша             | 3              | 0,4%     |
| не визначились   | 0              | 0%       |
| Всього відповіли | 688            |          |

Розподіл населення за віком у 2011 році:
Динаміка населення: